# Tetbury Upton
Tetbury Upton est une paroisse civile et un village du Gloucestershire, en Angleterre.